# (355022) Triman
(355022) Triman est un astéroïde de la ceinture principale, de la famille de Hungaria.

## Description
(355022) Triman est un astéroïde de la ceinture principale, de la famille de Hungaria. Il présente une orbite caractérisée par un demi-grand axe de 1,91 UA, une excentricité de 0,07 et une inclinaison de 18,8° par rapport à l'écliptique.

## Compléments